# Andreas Jaschinski
Andreas Jaschinski (* 24. Juli 1954 in Lüneburg; † 6. Mai 2005) war ein deutscher Musikwissenschaftler.

## Leben
Andreas Jaschinski absolvierte ein Studium der Musikwissenschaft in Kiel und Berlin. Er wurde 1981 mit einer Arbeit über Karl Amadeus Hartmann promoviert. 1982 bis 1988 wirkte er als Fachredakteur für Musik beim Bertelsmann Lexikon Verlag. Er publizierte primär zur Musik des 18. und 20. Jahrhunderts und war Mitarbeiter an verschiedenen Musikzeitschriften.
Seit 1989 und bis zu seinem Tod wirkte er im Bärenreiter-Verlag – neben dem Herausgeber Ludwig Finscher – als Schriftleiter der Neuauflage der Enzyklopädie Die Musik in Geschichte und Gegenwart.

## Veröffentlichungen
- Andreas Jaschinski (Hrsg.): Notation (MGG Prisma). Bärenreiter, Kassel u. a. 2001, ISBN 3-7618-1625-1.